# Qamama
Le qamama est un plat sucré-salé originaire des villes de Fès et de Meknès, au Maroc. Il s'agit de viande ou de poulet par-dessus lesquels on met des rondelles d'oignons et de tomates qu'on saupoudre de sucre en poudre,.